# Christum wir sollen loben schon, BWV 121
Christum wir sollen loben schon (BWV 121) ist eine Kirchenkantate von Johann Sebastian Bach. 

## Entstehung
Die Kantate wurde für den zweiten Weihnachtsfeiertag komponiert und erstmals am 26. Dezember 1724 aufgeführt. Sie gehört zu Bachs zweitem Leipziger Kantatenjahrgang, der hauptsächlich Choralkantaten umfasst, Werke, deren Text auf ein evangelisches Kirchenlied zurückgeht. Anfangs- und Schlussstrophe des Liedes werden dabei wörtlich beibehalten, während die übrigen Strophen zu madrigalischen Rezitativen und Arien umgedichtet sind.

## Thematik
Textvorlage ist Martin Luthers gleichnamiges Weihnachtslied, eine Verdeutschung des altkirchlichen A solis ortus cardine. Luthers erste und achte Strophe werden unverändert gesungen, während die Tenorarie der zweiten, das Altrezitativ der dritten und vierten, die Bassarie der fünften und das Sopranrezitativ der sechsten und siebten Liedstrophe in freier Anlehnung entsprechen. Thema ist das Wunder der Geburt des ewigen Gottessohns als Kind einer Jungfrau in „Armut und Knechtsgestalt“. Anders als bei anderen Bachkantaten zum 26. Dezember spielt der Stephanustag hier keine Rolle.

## Musikalische Mittel

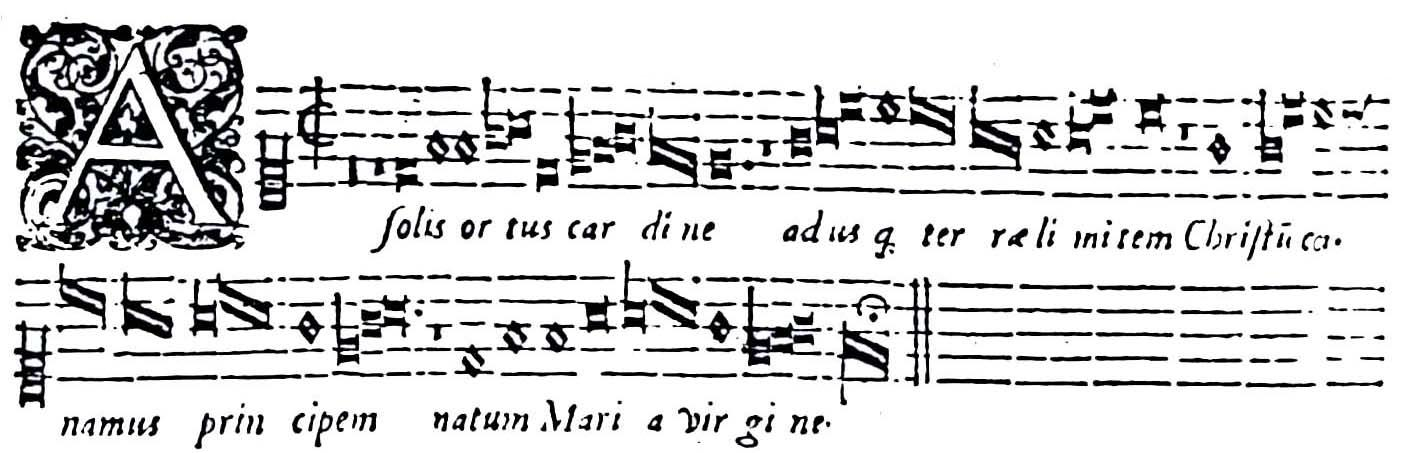
Die altkirchliche Melodie, die Eingangschor und Schlusschoral von BWV 121 zugrunde liegt

Der Eingangssatz ist eine Choralmotette über den quasi-kirchentonalen Cantus firmus. Dessen archaische Wirkung unterstreicht Bach noch durch die volle vierstimmige Bläserbegleitung.
Der zweite Satz ist eine moderne Da-capo-Arie, in der das symmetrische Schema jedoch durch unregelmäßige Periodisierung und Harmonisierung aufgebrochen wird – sicher ein Hinweis auf die „Unregelmäßigkeit“ des besungenen Geschehens.
Das Seccorezitativ Nr. 3 erstaunt durch eine auch in Bachs Werk einmalige Harmoniewendung zu dem Schlusswort kehren: So vorbereitungslos und unerhört wie diese harmonische Kehre kommt Gott zur Welt.
Die Bassarie ist das leichteste Stück des Werks. Fast tanzartig, in eingängigem imitatorischem Spiel ohne harmonische Abgründe malt sie das freudige Springen Johannes des Täufers im Leib Elisabeths beim Besuch Marias, die den ungeborenen Jesus trägt.
Das Rezitativ Nr. 5 leitet mit der Aufforderung zum Loben und Danken zur abschließenden Doxologie-Strophe über, einem vierstimmigen Choralsatz, der die altkirchliche Melodie in Dur-Moll-Tonalität modern ausleuchtet.

## Einspielungen (Auswahl)
- J.S. Bach: Christmas Cantatas from Leipzig, Philippe Herreweghe, Collegium Vocale Gent, Dorothee Mields, Ingeborg Danz, Mark Padmore, Peter Kooij, Harmonia Mundi Franc 2001
- Christum wir sollen loben schon. Kantate BWV 121. Rudolf Lutz, Chor und Orchester der J. S. Bach-Stiftung, Julia Neumann, Jan Börner, Johannes Kaleschke, Stephan MacLeod. Samt Einführungsworkshop sowie Reflexion von Dieter Hattrup. Gallus Media, 2015.[1]